# Fotofosforilação
A Fotofosforilação é um processo de síntese de ATP a partir de ADP + fosfato levado a cabo pelas ATP sintases da membrana do tilacoide, nos cloroplastos das células vegetais. É um processo da fase luminosa da fotossíntese no qual se utiliza a energia libertada no transporte de elétrons para bombear prótons desde o estroma para o interior da tilacoide com o fim de criar um gradiente electroquímico, o qual, ao dissipar-se devido à saída de prótons do tilacoide para o estroma através das ATP-sintases, acopla esta energia à fosforilação do ADP para formar ATP. A energia necessária é proporcionada pela luz que é captada pelos pigmentos fotosintéticos.

## Tipos
Existem dois tipos:
- Fotofosforilação acíclica. Estão  implicado só o fotossistema I. realiza-se um bombeamento de hidrogênios do estroma para o espaço tilacoidal, que contribui para criar um gradiente electroquímico de hidrogênios e como tal a síntese de ATP, sem que se produza NADPH.